# Winner (låt av Conan Gray)
"Winner" är en låt framförd av den amerikanska singer-songwritern Conan Gray. Låten tillkännagavs av Gray på hans sociala medier den 3 augusti 2023 och släpptes för streaming och digital nedladdning som en musiksingel den 25 augusti 2023. "Winner" skrevs av Gray som producerade den i ett samarbete med Greg Kurstin.

## Bakgrund och utgivning
I maj 2023 tillkännagav Gray den nya låten "Never Ending Song" på hans sociala medier. Låten släpptes som en musiksingel några dagar senare av Republic och gjordes möjlig för streaming och digital nedladdning. Låten, som producerades av Max Martin, blev ett stilskifte för Gray då den lutade sig mot 1980-tals inspirerad pop och innehöll element av syntpop, new wave och poprock. Den mottog hyllningar av musikjournalister som berömde den nya musikaliska riktningen för Gray. Han själv kommenterade att låten var början på en "ny berättelse".
Gray tillkännagav "Winner" den 3 augusti 2023 på hans sociala medier med ett kort klipp där han framför låten på en scen med piano. Den 7 augusti 2023, när han meddelades vara en av de uppträdande akterna på musikfestivalen Outside Lands, tillkännagav representanter för Grays skivbolag att låten skulle släppas som singel. Under följande veckor postade han teasers för låten på sitt TikTok-konto. "Winner" släpptes som en musiksingel den 25 augusti 2023 och gjordes tillgänglig för streaming och digital nedladdning. Om bakgrunden och skapandeprocessen till låten kommenterade Gray: "Jag skrev den här låten klockan två på natten. Medan jag spelade piano så bara kom allt på en gång. Vid ögonblicket kände jag: 'Fint. Bra jobbat. Du gjorde det. Du sårade mig mer än någon annan någonsin gjort'." Han utvecklade: "Konstigt nog så kändes det skönt. Det fick mig att förstå att det är befriande att inse att man blivit sårad: att inte längre fly utan möta det faktum att 'du vinner, du gjorde illa mig'. Jag hoppas andra också kan känna liknande frihetskänslor med hjälp av denna låt."

## Komposition och textanalys
"Winner" är en ballad med en total speltid på tre minuter och trettiosju sekunder (3:37). Den inleds med enstaka pianoackord innan kompositionen byggs på med mer "varsamt" och "melankoliskt" piano samt elgitarr. Musiken ackompanjeras av Gray som tillämpar en sångstil med falsett innan den kommer till en rockbetonad refräng. Teen Vogue ansåg att produktionen påminde om musik utgiven av Queen. Likt mycket av Grays tidigare diskografi skrev han texten själv. Han samarbetade med musikproducenten Greg Kurstin på produktionen.
Texten beskriver hur han släpper taget om någon som sårat honom. Han uttrycker hur han tänker sluta försöka bevisa sitt värde för personen och utnämner denne till en "vinnare" i ett spel han inte längre vill vara med i. I refrängen sjunger han: "The only thing you’ve proven/ Is that there’s no one who ever has done better/ At making me feel worse/ Now you really are the winner” (ungefärligt översatt: "Det enda du bevisat är att ingen annan fått mig att må sämre än du/ nu är du verkligen en vinnare"). Musikjournalisten Philip Logan från CelebMix tolkade texten som att den var Grays vita flagga och en signal att han gett upp.

## Mottagande

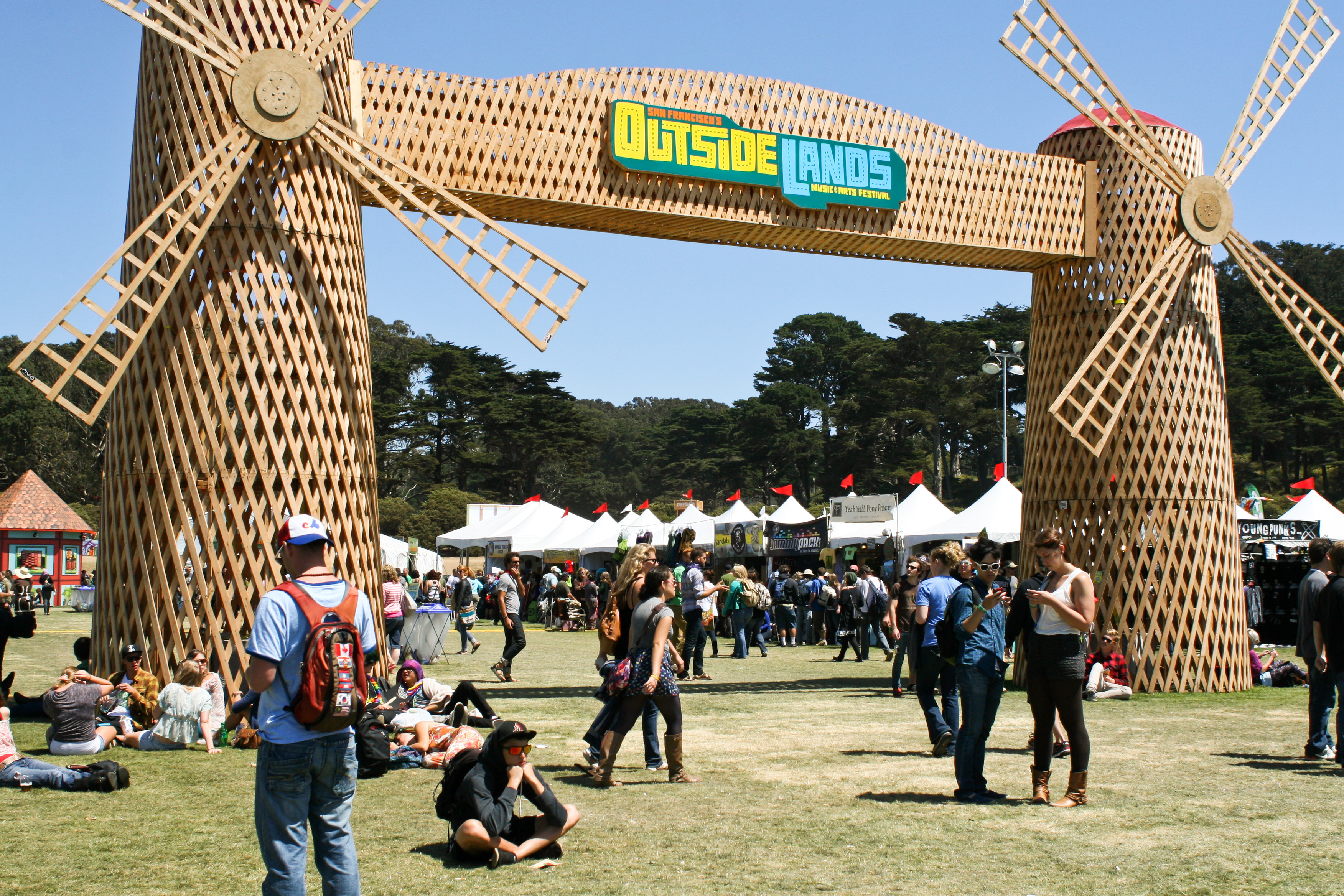
Gray framförde "Winner" live för första gången på musikfestivalen Outside Lands den 12 augusti 2023.

### Professionella recensioner
Efter utgivningen mottog "Winner" positiv respons från musikjournalister. Under premiärdagen av låten lyftes den fram av både CR Fashion Book och Teen Vogue som en av veckans bästa nya musiksinglar. Den sistnämnda tidskriften beskrev den som en "hjärtekross-hymn" medan Philip Logan från webbplatsen CelebMix beskrev låten som "stärkande".

## Liveframträdanden
Gray framförde låten live för första gången den 12 augusti 2023 på musikfestivalen Outside Lands i San Francisco.

## Format och låtlistor
Information hämtad från Amazon.
| 1. | "Winner" | 3:37 |

## Topplistor

### Veckolistor
| Lista (2023)                       | Topplacering |
| ---------------------------------- | ------------ |
| Nya Zeeland (NZ Hot Singles Chart) | 11           |

## Utigvningshistorik
| Land            | Datum           | Utgåva   | Format                        | Skivbolag | Ref.   |
| --------------- | --------------- | -------- | ----------------------------- | --------- | ------ |
| Internationellt | 25 augusti 2023 | Standard | Digital nedladdning streaming | Republic  | [ 16 ] |